# Nazareno Martins
Nazareno Setembrino Martins (Palhoça, 7 de setembro de 1950) é um político brasileiro.
Nas eleições de 7 de outubro de 2018 foi eleito deputado estadual de Santa Catarina para a 19.ª legislatura, pelo Partido Socialista Brasileiro (PSB).